# Onitis unguiculatus
Onitis unguiculatus är en skalbaggsart som beskrevs av Olivier 1789. Onitis unguiculatus ingår i släktet Onitis och familjen bladhorningar. Inga underarter finns listade i Catalogue of Life.